# Martin Kasarda
Martin Kasarda (* 26. července 1968 Košice) je slovenský postmodernistický spisovatel.
Vystudoval Pedagogickou fakultu univerzity v Nitře. V letech 1990–1993 působil jako redaktor literárního časopisu Kultúrny život. Dalších pět let působil v reklamě a v roce 1998 se stal redaktorem v deníku Národná obroda.

## Kauza (azda) Posledná večera
V roce 1991 publikoval Kasarda v časopise Kultúrny život povídku (azda) Posledná večera, první část ze svého cyklu Dejiny menejcennosti. Tato povídka, parodující biblickou Poslední večeři Páně (Jidáš ze Slovenska ji komentuje jako bezuzdný mejdan), vzbudila pohoršení zvláště mezi katolíky. Na autora podal spolu se skupinou poslanců Slovenské národní rady tehdejší místopředseda federální vlády za slovenskou KDH Jozef Mikloško podnět k trestnímu stíhání podle §198 trestního zákona (pro hanobení rasy, národa a přesvědčení). Při interpelaci v parlamentu, kdy se poslanci ptali, nakolik je to slučitelné s požadavkem na nestrannost významného člena vlády, J. Mikloško mimo jiné prohlásil: „Reagoval som ako občan aj ako veriaci. Pokladal som to za urážku nielen našich kresťanov, ale aj veriacich celého sveta. Tak ako sa v prípade Satanských veršov reagovalo v Íráne, treba rovnako protestovať. Bral som to ako hanobenie časti národa, ktorá vyšla z kresťanských koreňov … “.
Prokuratura stíhání posléze zastavila s tím, že se jedná o literární fikci a nikoliv trestný čin. Slovenská vláda však časopisu v dalším roce odebrala příspěvek na vydávání.
Podle některých kritiků měla kauza a kampaň proti autorovi vliv na Kasardovu tvorbu. V dalším díle byla podle těchto kritiků patrná snaha o konformitu, byť autor i nadále užíval postmoderní vidění světa.

## Dílo
- Seznam děl v Souborném katalogu ČR, jejichž autorem nebo tématem je Martin Kasarda
- Rebeliáda (1993), básnická sbírka
- Dejiny menejcennosti (1994), 3 povídky
- Osamelí bežci – Správy z ľudského vnútra (1996)
- Polia (1999), povídková sbírka